# Макушиха (село)
Макуши́ха (укр. Макушиха) – село, расположенное на территории Варвинского района Черниговской области (Украина).

## История
В 1862 году в поселке Макушиха находилось 52 двора, где жило 390 человек (184 мужского и 206 женского пола). В 1911 году в поселке  жило 884 человека (437 мужского и 447 женского пола).Также здание бывшей земской школы в Макушихе признано памятником архитектуры местного значения.